# كارا بلو آدمز
كارا بلو آدمز (بالإنجليزية: Cara Blue Adams)‏ مؤلفة أمريكية. فازت بجائزة كينيون ريفيو القصيرة للخيال القصير في عام 2008. وكانت أول من فاز بجائزة بلو ميسا ريفيو للخيال في عام 2010. ظهر عملها في العديد من المجلات، بما في ذلك (كينيون ريفيو The Kenyon Review) و(مجلة السرد Narrative Magazine)، والشمس The Sun حصلت على درجة الماجستير في العلوم من جامعة أريزونا. من عام 2011 إلى عام 2013 عملت كمحررة للخيال وغير الخيالي في The Southern Review.

## رابط خارجي
- The Southern Review